# Sagridola sulphurata
Sagridola sulphurata är en skalbaggsart som beskrevs av Leon Fairmaire 1893. Sagridola sulphurata ingår i släktet Sagridola och familjen långhorningar.
Artens utbredningsområde är Madagaskar. Inga underarter finns listade i Catalogue of Life.